# San Cayetano, Cundinamarca
San Cayetano là một khu tự quản thuộc tỉnh Cundinamarca, Colombia. Thủ phủ của khu tự quản San Cayetano đóng tại San Cayetano Khu tự quản San Cayetano có diện tích ki lô mét vuông. Đến thời điểm ngày 28 tháng 5 năm 2005, khu tự quản San Cayetano có dân số 4706 người.